# 環境ラベリング制度

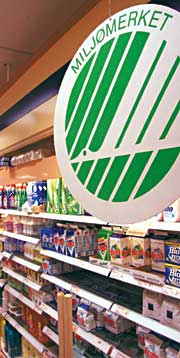
北欧で採用されているエコラベル

環境ラベリング制度（かんきょうラベリングせいど）とは環境保全や環境負荷の低減に役立つ商品や取組みに環境ラベルを添付する制度のことである。

## 歴史
1978年に旧西ドイツで制度が始まった。その後、日本では1989年のエコマークが最初である。
1990年7月に旧西ドイツが主催してベルリンで開かれた「環境保護ラベルに関する国際会議」において「環境保護ラベルに関するベルリン声明」が出され、各国間の情報交換を進めていくことになった。
現在では、国際標準化機構のISO 14020によって環境ラベルについての運用規定を定めている。

## 日本における環境ラベル

### ISO Type I のもの
（第三者機関による認証）
- エコマーク

### ISO Type II のもの
（自己宣言による環境主張）
- PCグリーンラベル
- グリーンマーク
- 再生紙使用マーク
- ペットボトルリサイクル推奨マーク
- エコロジーボトルマーク
- リターナブルびんマーク
- 牛乳パック再利用マーク
- 非木材グリーンマーク
- ツリーフリーマーク
- 省エネラベリング制度
- 低排出ガス車認定制度
- 環境共生住宅認定制度
- 森林認証制度

### ISO Type III のもの
（製品の環境負荷の定量的データの表示）
- エコリーフ環境ラベル

### その他のもの
- リサイクル識別表示マーク
- 国際エネルギースタープログラム